# Maytenus sprucei
Maytenus sprucei är en benvedsväxtart som beskrevs av John Isaac Briquet. Maytenus sprucei ingår i släktet Maytenus och familjen Celastraceae. Inga underarter finns listade.